# 桂よし子
桂 よし子（かつら よしこ、本名:佐々木加津、190?年3月7日 - 没年不明）は、元宝塚少女歌劇団（元雪組組長）の人物である。京都府京都市出身。

## 略歴
- 1919年、9期生として、宝塚音楽歌劇学校（現在の宝塚音楽学校）に入学し、宝塚少女歌劇団（現在の宝塚歌劇団）に入団。当時は入学=入団で学校と劇団は一体であった。

- 1938年、宝塚少女歌劇団を退団。

## 宝塚歌劇団時代の主な舞台出演
- 『平重衡』（月組）（1922年9月20日 - 10月24日、宝塚新歌劇場(公会堂劇場)）
- 『護花鈴』（月組）（1923年3月20日 - 4月10日、宝塚新歌劇場(中劇場)）
- 『火とり蟲』（月組）（1924年3月2日 - 3月31日、宝塚新歌劇場(中劇場)）
- 『扇供養』（雪組）（1924年7月1日 - 7月18日、宝塚新歌劇場(中劇場)）
- 『鍍金揃ひ』（雪組）（1925年3月1日 - 3月31日、宝塚大劇場）
- 『五人道成寺』（雪組）（1925年5月1日 - 5月31日、宝塚大劇場）
- 『神婚式』（雪組）（1925年11月1日 - 11月30日、宝塚大劇場）
- 『武蔵野内裏』（雪組）（1926年2月1日 - 2月28日、宝塚大劇場）
- 『玉取物語』『ハラキリの稽古』（雪組）（1926年6月1日 - 6月30日、宝塚大劇場）
- 『顔よし男』『夏三題』（雪組）（1926年8月1日 - 8月31日、宝塚大劇場）
- 『かんな屑』『イゴール公』（雪組）（1926年11月1日 - 11月30日、宝塚大劇場）
- 『これは不思議』（雪組）（1927年1月1日 - 1月31日、宝塚大劇場）
- 『西行櫻』（雪組）（1927年7月1日 - 7月31日、宝塚大劇場）
- 『宇治橋物狂』『將門髭剃鏡』『モン・パリ』（雪組）（1927年10月1日 - 10月31日、宝塚大劇場）
- 『夜討』（雪組）（1928年1月1日 - 1月31日、宝塚大劇場）
- 『魔法博士』『土佐坊煙草攻』（雪組）（1928年4月1日 - 4月30日、宝塚大劇場）
- 『廻り燈籠』（雪組）（1928年7月1日 - 7月31日、宝塚大劇場）
- 『東海道膝栗毛』『雪消の澤』（雪組）（1929年2月1日 - 2月28日、宝塚大劇場）
- 『草摺引』『春のをどり』（雪組）（1929年5月1日 - 5月31日、宝塚大劇場）
- 『今昔物語』（雪組）（1929年8月1日 - 8月31日、宝塚大劇場）
- 『千姫』『秘密の扉』『木曾街道膝栗毛』（雪組）（1929年11月1日 - 11月30日、宝塚大劇場）
- 『櫻物語』『浪速膝栗毛』（雪組）（1930年3月1日 - 3月31日、宝塚大劇場）
- 『伊勢物語』（雪組）（1930年6月1日 - 6月30日、宝塚大劇場）
- 『じゃがたら文』『パリゼット』（雪組）（1930年9月1日 - 9月30日、宝塚大劇場）
- 『鬼若樽踊』『羅久女』（雪組）（1930年12月1日 - 12月28日、中劇場）
- 『坊主金平』『セニョリータ』（雪組）（1931年2月1日 - 2月28日、宝塚大劇場）
- 『楠木正成』『鳥羽僧正』『ミス・上海』（雪組）（1931年5月1日 - 5月31日、宝塚大劇場）
- 『蝶々さん』『明治から昭和』（雪組）（1931年8月1日 - 8月31日、宝塚大劇場）
- 『歌垣の森』『シャンソン・ダムール』（雪組）（1931年11月1日 - 11月30日、宝塚大劇場）
- 『雪月花』（雪組）（1932年1月1日 - 1月31日、宝塚大劇場）
- 『木村重成の妻』『俄道心』（雪組）（1932年4月1日 - 4月30日、宝塚大劇場）
- 『牡丹書譜』『蚊供養』『パリゼット』（雪組）（1932年7月1日 - 7月31日、宝塚大劇場）
- 『ホットブレーク』（雪組）（1932年10月1日 - 10月31日、宝塚大劇場）
- 『手土産』『狐忠信』（雪組）（1932年12月1日 - 12月28日、中劇場）
- 『水かけ聟』『輪捕り』『二人傀儡使』（雪組）（1933年3月1日 - 3月31日、宝塚大劇場）
- 『れ・ろまねすく』『弓の勘太』『ゴールド・ラッシュ』（雪組）（1933年6月1日 - 6月30日、宝塚大劇場）
- 『杭争ひ』『ロマンス・オリエンタル』（雪組）（1933年8月1日 - 8月20日、中劇場）
- 『九官鳥』『シャッポー・イタリアン』（雪組）（1933年12月1日 - 12月28日、中劇場）
- 『業平双紙』『寶塚音頭』（雪組）（1934年2月1日 - 2月28日、宝塚大劇場）
- 『天龍寺船』『愛のワルツ』『小鍛冶』（雪組）（1934年6月1日 - 6月30日、宝塚大劇場）
- 『寶三番叟』 （星組）（1935年4月1日 - 4月15日、宝塚大劇場）
- 『うわなり鏡』（星組）（1935年4月1日 - 4月30日、宝塚大劇場）
- 『白鳥城譚』（月組）（1935年6月1日 - 6月30日、宝塚大劇場）
- 『くさびら双紙』（月組）（1936年6月1日 - 6月30日、宝塚大劇場）
- 『無間の鐘』（花組）（1936年10月8日 - 10月28日、中劇場）
- 『寳塚をどり暦』（花組）（1937年2月1日 - 2月28日、宝塚大劇場）